# Список астероїдів (1301—1400)
| Назва                            | Тимчасове позначення | Дата відкриття    | Місце відкриття                            | Відкривач                     |
| -------------------------------- | -------------------- | ----------------- | ------------------------------------------ | ----------------------------- |
| 1301 Івонн (Yvonne)              | 1934 EA              | 7 березня 1934    | Алжирська обсерваторія                     | Луї Буаєр                     |
| 1302 Верра (Werra)               | 1924 SV              | 28 вересня 1924   | Обсерваторія Гейдельберг-Кеніґштуль        | К. В. Райнмут                 |
| 1303 Лютера (Luthera)            | 1928 FP              | 16 березня 1928   | Гамбурзька обсерваторія                    | Арнольд Швассман              |
| 1304 Ароза (Arosa)               | 1928 KC              | 21 травня 1928    | Обсерваторія Гейдельберг-Кеніґштуль        | Карл Рейнмут                  |
| 1305 Понгола (Pongola)           | 1928 OC              | 19 липня 1928     | Республіканська обсерваторія Йоганнесбурга | Гарі Едвін Вуд                |
| 1306 Скіфія (Scythia)            | 1930 OB              | 22 липня 1930     | Сімеїз                                     | Григорій Неуймін              |
| 1307 Кіммерія (Cimmeria)         | 1930 UF              | 17 жовтня 1930    | Сімеїз                                     | Григорій Неуймін              |
| 1308 Галлерія (Halleria)         | 1931 EB              | 12 березня 1931   | Обсерваторія Гейдельберг-Кеніґштуль        | К. В. Райнмут                 |
| 1309 Гіперборея (Hyperborea)     | 1931 TO              | 11 жовтня 1931    | Сімеїз                                     | Григорій Неуймін              |
| 1310 Віллігера (Villigera)       | 1932 DB              | 28 лютого 1932    | Гамбурзька обсерваторія                    | Фрідріх Карл Арнольд Швассман |
| 1311 Кнофія (Knopfia)            | 1933 FF1             | 24 березня 1933   | Обсерваторія Гейдельберг-Кеніґштуль        | К. В. Райнмут                 |
| 1312 Вассар (Vassar)             | 1933 OT              | 27 липня 1933     | Вільямс Бей                                | Джордж Ван-Бісбрук            |
| 1313 Берна (Berna)               | 1933 QG              | 24 серпня 1933    | Королівська обсерваторія Бельгії           | Сильвен Арен                  |
| 1314 Паула (Paula)               | 1933 SC              | 16 вересня 1933   | Королівська обсерваторія Бельгії           | Сильвен Арен                  |
| 1315 Броніслава (Bronislawa)     | 1933 SF1             | 16 вересня 1933   | Королівська обсерваторія Бельгії           | Сильвен Арен                  |
| 1316 Kasan                       | 1933 WC              | 17 листопада 1933 | Сімеїз                                     | Григорій Неуймін              |
| 1317 Сільвретта (Silvretta)      | 1935 RC              | 1 вересня 1935    | Обсерваторія Гейдельберг-Кеніґштуль        | К. В. Райнмут                 |
| 1318 Неріна (Nerina)             | 1934 FG              | 24 березня 1934   | Республіканська обсерваторія Йоганнесбурга | Сиріл Джексон                 |
| 1319 Діза (Disa)                 | 1934 FO              | 19 березня 1934   | Республіканська обсерваторія Йоганнесбурга | Сиріл Джексон                 |
| 1320 Імпала (Impala)             | 1934 JG              | 13 травня 1934    | Республіканська обсерваторія Йоганнесбурга | Сиріл Джексон                 |
| 1321 Маюба (Majuba)              | 1934 JH              | 7 травня 1934     | Республіканська обсерваторія Йоганнесбурга | Сиріл Джексон                 |
| 1322 Коперник (Coppernicus)      | 1934 LA              | 15 червня 1934    | Обсерваторія Гейдельберг-Кеніґштуль        | К. В. Райнмут                 |
| 1323 Туґела (Tugela)             | 1934 LD              | 19 травня 1934    | Республіканська обсерваторія Йоганнесбурга | Сиріл Джексон                 |
| 1324 Книсна (Knysna)             | 1934 LL              | 15 червня 1934    | Республіканська обсерваторія Йоганнесбурга | Сиріл Джексон                 |
| 1325 Інанда (Inanda)             | 1934 NR              | 14 липня 1934     | Республіканська обсерваторія Йоганнесбурга | Сиріл Джексон                 |
| 1326 Лосака (Losaka)             | 1934 NS              | 14 липня 1934     | Республіканська обсерваторія Йоганнесбурга | Сиріл Джексон                 |
| 1327 Намака (Namaqua)            | 1934 RT              | 7 вересня 1934    | Республіканська обсерваторія Йоганнесбурга | Сиріл Джексон                 |
| 1328 Девота (Devota)             | 1925 UA              | 21 жовтня 1925    | Алжирська обсерваторія                     | Веніамін Жеховський           |
| 1329 Еліан (Eliane)              | 1933 FL              | 23 березня 1933   | Королівська обсерваторія Бельгії           | Ежен Жозеф Дельпорт           |
| 1330 Спірідонія (Spiridonia)     | 1925 DB              | 17 лютого 1925    | Сімеїз                                     | Альбицький В.О.               |
| 1331 Сольвейґ (Solvejg)          | 1933 QS              | 25 серпня 1933    | Сімеїз                                     | Григорій Неуймін              |
| 1332 Марконія (Marconia)         | 1934 AA              | 9 січня 1934      | Туринська обсерваторія                     | Луїджі Вольта                 |
| 1333 Севенола (Cevenola)         | 1934 DA              | 20 лютого 1934    | Алжирська обсерваторія                     | Одетта Банкільон              |
| 1334 Лундмарка (Lundmarka)       | 1934 OB              | 16 липня 1934     | Обсерваторія Гейдельберг-Кеніґштуль        | К. В. Райнмут                 |
| 1335 Демуліна (Demoulina)        | 1934 RE              | 7 вересня 1934    | Обсерваторія Гейдельберг-Кеніґштуль        | К. В. Райнмут                 |
| 1336 Зеландія (Zeelandia)        | 1934 RW              | 9 вересня 1934    | Республіканська обсерваторія Йоганнесбурга | Гендрік ван Ґент              |
| 1337 Жерарда (Gerarda)           | 1934 RA1             | 9 вересня 1934    | Республіканська обсерваторія Йоганнесбурга | Гендрік ван Ґент              |
| 1338 Дюпонта (Duponta)           | 1934 XA              | 4 грудня 1934     | Алжирська обсерваторія                     | Луї Буаєр                     |
| 1339 Дезаньйокса (Desagneauxa)   | 1934 XB              | 4 грудня 1934     | Алжирська обсерваторія                     | Луї Буаєр                     |
| 1340 Іветт (Yvette)              | 1934 YA              | 27 грудня 1934    | Алжирська обсерваторія                     | Луї Буаєр                     |
| 1341 Едме (Edmee)                | 1935 BA              | 27 січня 1935     | Королівська обсерваторія Бельгії           | Ежен Жозеф Дельпорт           |
| 1342 Брабанта (Brabantia)        | 1935 CV              | 13 лютого 1935    | Республіканська обсерваторія Йоганнесбурга | Гендрік ван Ґент              |
| 1343 Ніколь (Nicole)             | 1935 FC              | 29 березня 1935   | Алжирська обсерваторія                     | Луї Буаєр                     |
| 1344 Кобета (Caubeta)            | 1935 GA              | 1 квітня 1935     | Алжирська обсерваторія                     | Луї Буаєр                     |
| 1345 Потомак (Potomac)           | 1908 CG              | 4 лютого 1908     | Тонтен                                     | Джоел Меткалф                 |
| 1346 Ґота (Gotha)                | 1929 CY              | 5 лютого 1929     | Обсерваторія Гейдельберг-Кеніґштуль        | К. В. Райнмут                 |
| 1347 Патріа (Patria)             | 1931 VW              | 6 листопада 1931  | Сімеїз                                     | Григорій Неуймін              |
| 1348 Мішель (Michel)             | 1933 FD              | 23 березня 1933   | Королівська обсерваторія Бельгії           | Сильвен Арен                  |
| 1349 Бехуана (Bechuana)          | 1934 LJ              | 13 червня 1934    | Республіканська обсерваторія Йоганнесбурга | Сиріл Джексон                 |
| 1350 Росселія (Rosselia)         | 1934 TA              | 3 жовтня 1934     | Королівська обсерваторія Бельгії           | Ежен Жозеф Дельпорт           |
| 1351 Узбекистанія (Uzbekistania) | 1934 TF              | 5 жовтня 1934     | Сімеїз                                     | Григорій Неуймін              |
| 1352 Вавель (Wawel)              | 1935 CE              | 3 лютого 1935     | Королівська обсерваторія Бельгії           | Сильвен Арен                  |
| 1353 Мартьє (Maartje)            | 1935 CU              | 13 лютого 1935    | Республіканська обсерваторія Йоганнесбурга | Гендрік ван Ґент              |
| 1354 Бота (Botha)                | 1935 GK              | 3 квітня 1935     | Республіканська обсерваторія Йоганнесбурга | Сиріл Джексон                 |
| 1355 Маґеба (Magoeba)            | 1935 HE              | 30 квітня 1935    | Республіканська обсерваторія Йоганнесбурга | Сиріл Джексон                 |
| 1356 Ньянза (Nyanza)             | 1935 JH              | 3 травня 1935     | Республіканська обсерваторія Йоганнесбурга | Сиріл Джексон                 |
| 1357 Хама (Khama)                | 1935 ND              | 2 липня 1935      | Республіканська обсерваторія Йоганнесбурга | Сиріл Джексон                 |
| 1358 Ґайка (Gaika)               | 1935 OB              | 21 липня 1935     | Республіканська обсерваторія Йоганнесбурга | Сиріл Джексон                 |
| 1359 Прієска (Prieska)           | 1935 OC              | 22 липня 1935     | Республіканська обсерваторія Йоганнесбурга | Сиріл Джексон                 |
| 1360 Тарка (Tarka)               | 1935 OD              | 22 липня 1935     | Республіканська обсерваторія Йоганнесбурга | Сиріл Джексон                 |
| 1361 Лейшнерія (Leuschneria)     | 1935 QA              | 30 серпня 1935    | Королівська обсерваторія Бельгії           | Ежен Жозеф Дельпорт           |
| 1362 Ґріква (Griqua)             | 1935 QG1             | 31 липня 1935     | Республіканська обсерваторія Йоганнесбурга | Сиріл Джексон                 |
| 1363 Герберта (Herberta)         | 1935 RA              | 30 серпня 1935    | Королівська обсерваторія Бельгії           | Ежен Жозеф Дельпорт           |
| 1364 Сафара (Safara)             | 1935 VB              | 18 листопада 1935 | Алжирська обсерваторія                     | Луї Буаєр                     |
| 1365 Henyey                      | 1928 RK              | 9 вересня 1928    | Обсерваторія Гейдельберг-Кеніґштуль        | Макс Вольф                    |
| 1366 Пікколо (Piccolo)           | 1932 WA              | 29 листопада 1932 | Королівська обсерваторія Бельгії           | Ежен Жозеф Дельпорт           |
| 1367 Нонгома (Nongoma)           | 1934 NA              | 3 липня 1934      | Республіканська обсерваторія Йоганнесбурга | Сиріл Джексон                 |
| 1368 Нумідія (Numidia)           | 1935 HD              | 30 квітня 1935    | Республіканська обсерваторія Йоганнесбурга | Сиріл Джексон                 |
| 1369 Останіна (Ostanina)         | 1935 QB              | 27 серпня 1935    | Сімеїз                                     | Пелагея Шайн                  |
| 1370 Гелла (Hella)               | 1935 QG              | 31 серпня 1935    | Обсерваторія Гейдельберг-Кеніґштуль        | К. В. Райнмут                 |
| 1371 Резі (Resi)                 | 1935 QJ              | 31 серпня 1935    | Обсерваторія Гейдельберг-Кеніґштуль        | К. В. Райнмут                 |
| 1372 Гаремарі (Haremari)         | 1935 QK              | 31 серпня 1935    | Обсерваторія Гейдельберг-Кеніґштуль        | К. В. Райнмут                 |
| 1373 Цинциннаті (Cincinnati)     | 1935 QN              | 30 серпня 1935    | Обсерваторія Маунт-Вілсон                  | Едвін Габбл                   |
| 1374 Isora                       | 1935 UA              | 21 жовтня 1935    | Королівська обсерваторія Бельгії           | Ежен Жозеф Дельпорт           |
| 1375 Альфреда (Alfreda)          | 1935 UB              | 22 жовтня 1935    | Королівська обсерваторія Бельгії           | Ежен Жозеф Дельпорт           |
| 1376 Мішель (Michelle)           | 1935 UH              | 29 жовтня 1935    | Алжирська обсерваторія                     | Ґ. Рейсс                      |
| 1377 Робербоа (Roberbauxa)       | 1936 CD              | 14 лютого 1936    | Алжирська обсерваторія                     | Луї Буаєр                     |
| 1378 Леонс (Leonce)              | 1936 DB              | 21 лютого 1936    | Королівська обсерваторія Бельгії           | Фернан Ріґо                   |
| 1379 Ломоносова (Lomonosowa)     | 1936 FC              | 19 березня 1936   | Сімеїз                                     | Григорій Неуймін              |
| 1380 Володя (Volodia)            | 1936 FM              | 16 березня 1936   | Алжирська обсерваторія                     | Луї Буаєр                     |
| 1381 Данубія (Danubia)           | 1930 QJ              | 20 серпня 1930    | Сімеїз                                     | Євген Скворцов                |
| 1382 Ґерті (Gerti)               | 1925 BB              | 21 січня 1925     | Обсерваторія Гейдельберг-Кеніґштуль        | К. В. Райнмут                 |
| 1383 Лімбурґія (Limburgia)       | 1934 RV              | 9 вересня 1934    | Республіканська обсерваторія Йоганнесбурга | Гендрік ван Ґент              |
| 1384 Кнєрче (Kniertje)           | 1934 RX              | 9 вересня 1934    | Республіканська обсерваторія Йоганнесбурга | Гендрік ван Ґент              |
| 1385 Гелрія (Gelria)             | 1935 MJ              | 24 травня 1935    | Республіканська обсерваторія Йоганнесбурга | Гендрік ван Ґент              |
| 1386 Сторерія (Storeria)         | 1935 PA              | 28 липня 1935     | Сімеїз                                     | Григорій Неуймін              |
| 1387 Кама (Kama)                 | 1935 QD              | 27 серпня 1935    | Сімеїз                                     | Пелагея Шайн                  |
| 1388 Афродіта (Aphrodite)        | 1935 SS              | 24 вересня 1935   | Королівська обсерваторія Бельгії           | Ежен Жозеф Дельпорт           |
| 1389 Онні (Onnie)                | 1935 SS1             | 28 вересня 1935   | Республіканська обсерваторія Йоганнесбурга | Гендрік ван Ґент              |
| 1390 Абастумані (Abastumani)     | 1935 TA              | 3 жовтня 1935     | Сімеїз                                     | Пелагея Шайн                  |
| 1391 Карелія (Carelia)           | 1936 DA              | 16 лютого 1936    | Турку                                      | Ірйо Вяйсяля                  |
| 1392 П'єр (Pierre)               | 1936 FO              | 16 березня 1936   | Алжирська обсерваторія                     | Луї Буаєр                     |
| 1393 Софала (Sofala)             | 1936 KD              | 25 травня 1936    | Республіканська обсерваторія Йоганнесбурга | Сиріл Джексон                 |
| 1394 Алго (Algoa)                | 1936 LK              | 12 червня 1936    | Республіканська обсерваторія Йоганнесбурга | Сиріл Джексон                 |
| 1395 Арібеда (Aribeda)           | 1936 OB              | 16 липня 1936     | Обсерваторія Гейдельберг-Кеніґштуль        | К. В. Райнмут                 |
| 1396 Оутеніква (Outeniqua)       | 1936 PF              | 9 серпня 1936     | Республіканська обсерваторія Йоганнесбурга | Сиріл Джексон                 |
| 1397 Умтата (Umtata)             | 1936 PG              | 9 серпня 1936     | Республіканська обсерваторія Йоганнесбурга | Сиріл Джексон                 |
| 1398 Доннера (Donnera)           | 1936 QL              | 26 серпня 1936    | Турку                                      | Ірйо Вяйсяля                  |
| 1399 Тенеріффа (Teneriffa)       | 1936 QY              | 23 серпня 1936    | Обсерваторія Гейдельберг-Кеніґштуль        | К. В. Райнмут                 |
| 1400 Тірела (Tirela)             | 1936 WA              | 17 листопада 1936 | Алжирська обсерваторія                     | Луї Буаєр                     |

| Астероїди 1—10000 → |           |           |           |           |           |           |           |           |            |
| 1—100               | 1001—1100 | 2001—2100 | 3001—3100 | 4001—4100 | 5001—5100 | 6001—6100 | 7001—7100 | 8001—8100 | 9001—9100  |
| 101—200             | 1101—1200 | 2101—2200 | 3101—3200 | 4101—4200 | 5101—5200 | 6101—6200 | 7101—7200 | 8101—8200 | 9101—9200  |
| 201—300             | 1201—1300 | 2201—2300 | 3201—3300 | 4201—4300 | 5201—5300 | 6201—6300 | 7201—7300 | 8201—8300 | 9201—9300  |
| 301—400             | 1301—1400 | 2301—2400 | 3301—3400 | 4301—4400 | 5301—5400 | 6301—6400 | 7301—7400 | 8301—8400 | 9301—9400  |
| 401—500             | 1401—1500 | 2401—2500 | 3401—3500 | 4401—4500 | 5401—5500 | 6401—6500 | 7401—7500 | 8401—8500 | 9401—9500  |
| 501—600             | 1501—1600 | 2501—2600 | 3501—3600 | 4501—4600 | 5501—5600 | 6501—6600 | 7501—7600 | 8501—8600 | 9501—9600  |
| 601—700             | 1601—1700 | 2601—2700 | 3601—3700 | 4601—4700 | 5601—5700 | 6601—6700 | 7601—7700 | 8601—8700 | 9601—9700  |
| 701—800             | 1701—1800 | 2701—2800 | 3701—3800 | 4701—4800 | 5701—5800 | 6701—6800 | 7701—7800 | 8701—8800 | 9701—9800  |
| 801—900             | 1801—1900 | 2801—2900 | 3801—3900 | 4801—4900 | 5801—5900 | 6801—6900 | 7801—7900 | 8801—8900 | 9801—9900  |
| 901—1000            | 1901—2000 | 2901—3000 | 3901—4000 | 4901—5000 | 5901—6000 | 6901—7000 | 7901—8000 | 8901—9000 | 9901—10000 |